# Tipula lackschewitziana
Tipula lackschewitziana är en tvåvingeart som beskrevs av Alexander 1928. Tipula lackschewitziana ingår i släktet Tipula och familjen storharkrankar.
Artens utbredningsområde är Taiwan. Inga underarter finns listade i Catalogue of Life.